# Peter Duetoft
Peter Klaus Duetoft (født 31. maj 1950 i Nykøbing Falster) er en dansk politiker som i perioden 1988-2001 var medlem af Folketinget for Centrum-Demokraterne.
Duetoft er student fra Stenhus Gymnasium og HF. Han studerede historie som bifag ved Københavns Universitet 1969-76, men opnåede ingen akademisk grad. Her var han aktiv i studenterforeningen Moderate Studenter, som han var medlem af konsistorium for. Fra 1978-87 og igen fra 2004-05 var han landsformand for Centrum-Demokraterne og primært aktiv inden for skole- og mediepolitik. Siden blev flygtningepolitik et af hans fokusområder.
Også Europapolitikken havde Duetofts store interesse, og han agiterede for "Europas Forenede Stater" i disse år. I 1984 var Duetoft opstillet ved valget til EF-Parlamentet. Han kom i parlamentet i knapt 14 måneder (10. september 1987 – 1. november 1988), da han blev indkaldt som stedfortræder for Erhard Jakobsen, mens denne var Minister for økonomisk samordning. Duetoft har gennem mange år haft stor interesse mellemøsten og har i talrige år været ivrig debattør og støtte af Israel. Duetoft har været medlem af Fælleskomitéen for Israel.
Duetoft blev folketingsmedlem i 1988 og blev ved CD's deltagelse i regeringen i 1993 formand for partiets folketingsgruppe og politisk ordfører. 1994-2001 var Duetoft formand for Finansudvalget. Efter at have mistet sin plads i tinget 2001 og efter CD's andet valgnederlag i 2005, meldte han sig ud af partiet og ind i Socialdemokratiet 2006.
Han blev valgt til byrådet i Hjørring Kommune ved kommunalvalget 2009 og sad i byrådet 2010-2021. Han manglende 6 stemmer i at blive genvalgt ved kommunalvalget 2021.
Han blev i slutningen af 2021 ansat som leder af herregården Odden i Mygdal og dens offentlige kunstsamling med værker af J.F. Willumsen.
Han har bestyrelsesposter hos Nordsøen Oceanarium, Nordsøen Forskerpark og Affaldsselskabet Vendsyssel Vest.
Ved folketingsvalget i 2015 stillede Peter Duetoft op til Folketinget for Socialdemokraterne i Hjørring-kredsen. Han fik dog ikke nok stemmer til at komme i Folketinget.
Peter Duetoft meldte sig i september 2022 ud af Socialdemokratiet i protest mod bl.a. partiets flygtninge- og EU-politik.
I kraft af at være medlem af Folketinget for CD blev Peter Duetoft i 1998 Ridder af Dannebrog. Socialdemokratiet har den politik, at socialdemokrater ikke tager imod ordener.
Peter Duetoft meldte sig ind i foreningen Den Danske Frimurerorden den 1. marts 1982. Han er en aktiv frimurer og tager rundt på folkebiblioteker og reklamerer for Den Danske Frimurerorden.